# Гостовице (район Снина)

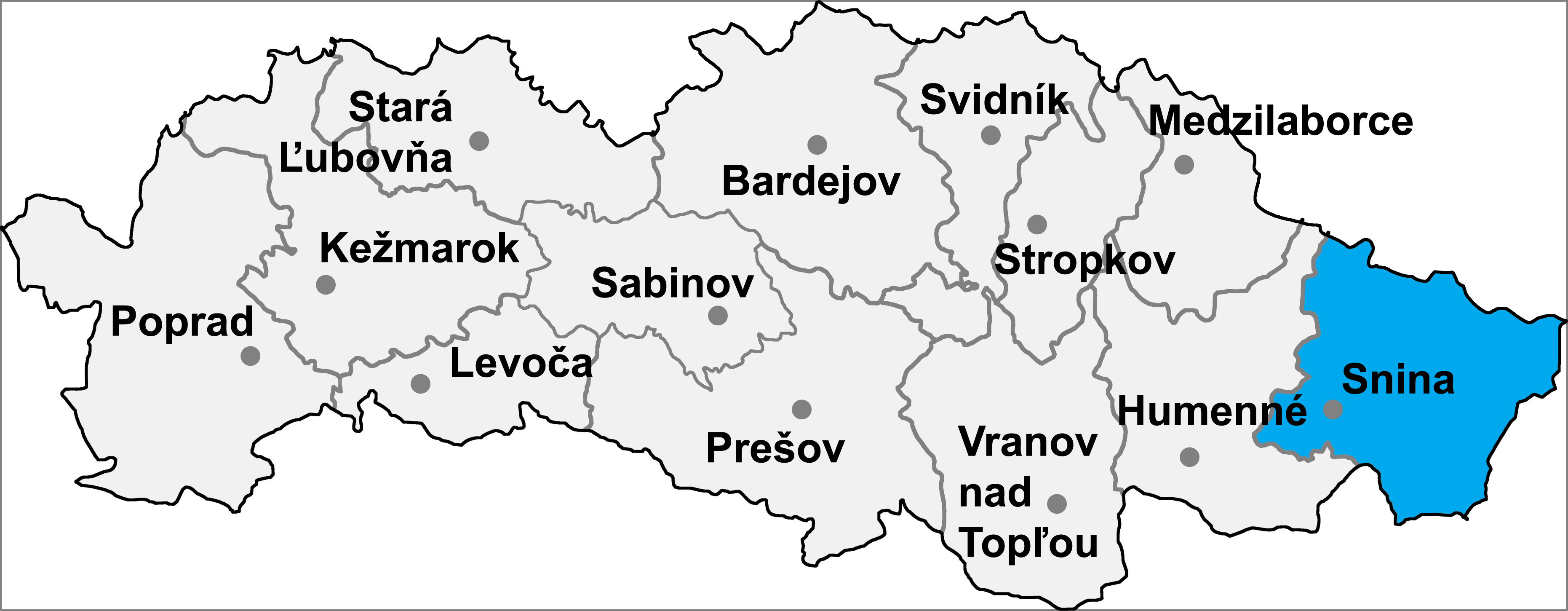
Район Снина на карте Прешовского края

Гостовице (словац. Hostovice) — деревня в Снинском районе Прешовского края Словакии.
Расположена в северо-восточной части страны, недалеко от границы с Польшей. Находится на высоте 269 м над уровнем моря.
Впервые упоминается в 1567 году. В селе есть грекокатолическая церковь (1764).

## Население
| Год:                | 1994 | 2004     | 2014     | 2024     |
| ------------------- | ---- | -------- | -------- | -------- |
| Количество человек: | 388  | 349      | 290      | 235      |
| Разница:            |      | −10,05 % | −16,90 % | −18,96 % |

## Галерея

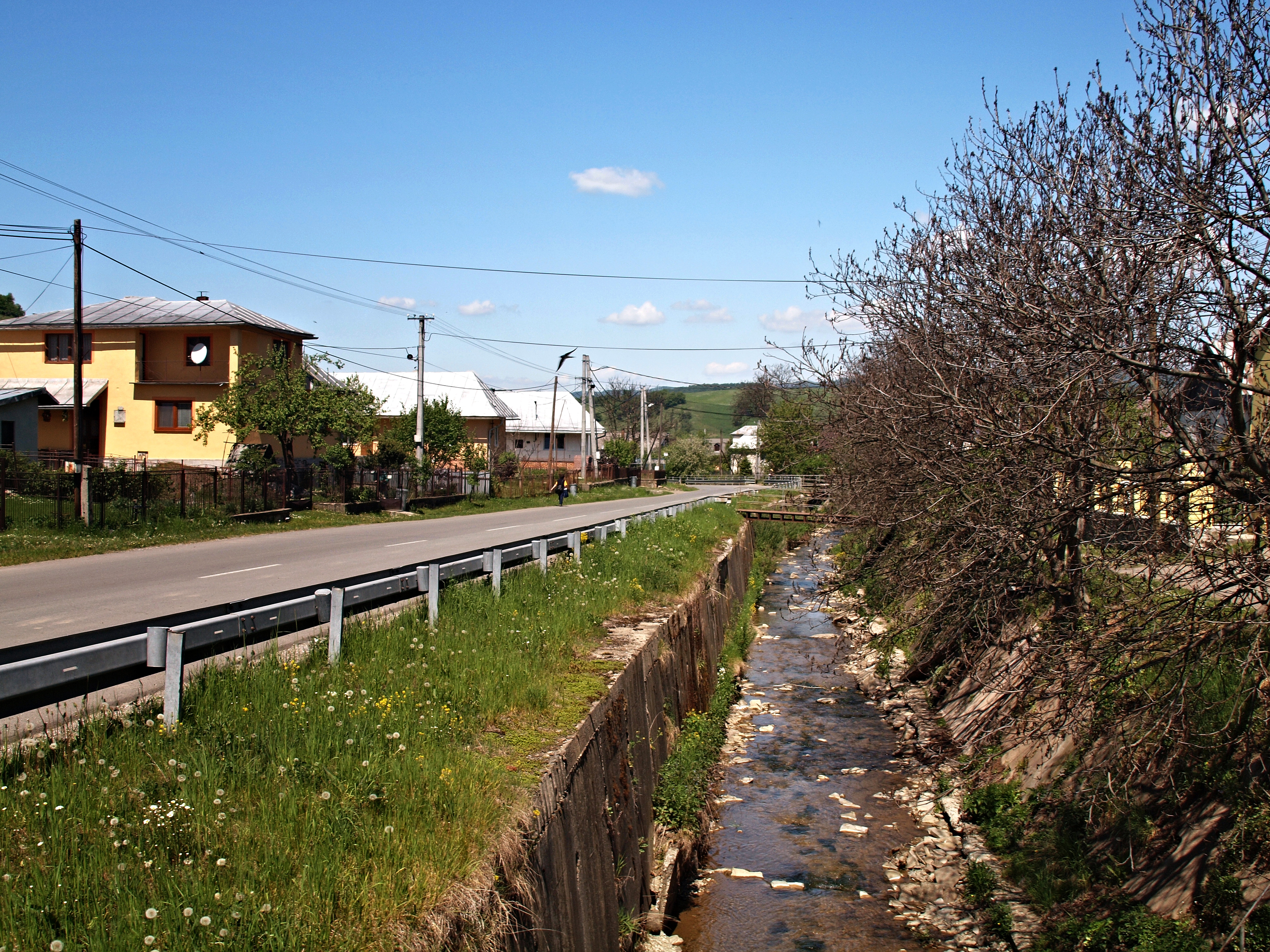
Речка
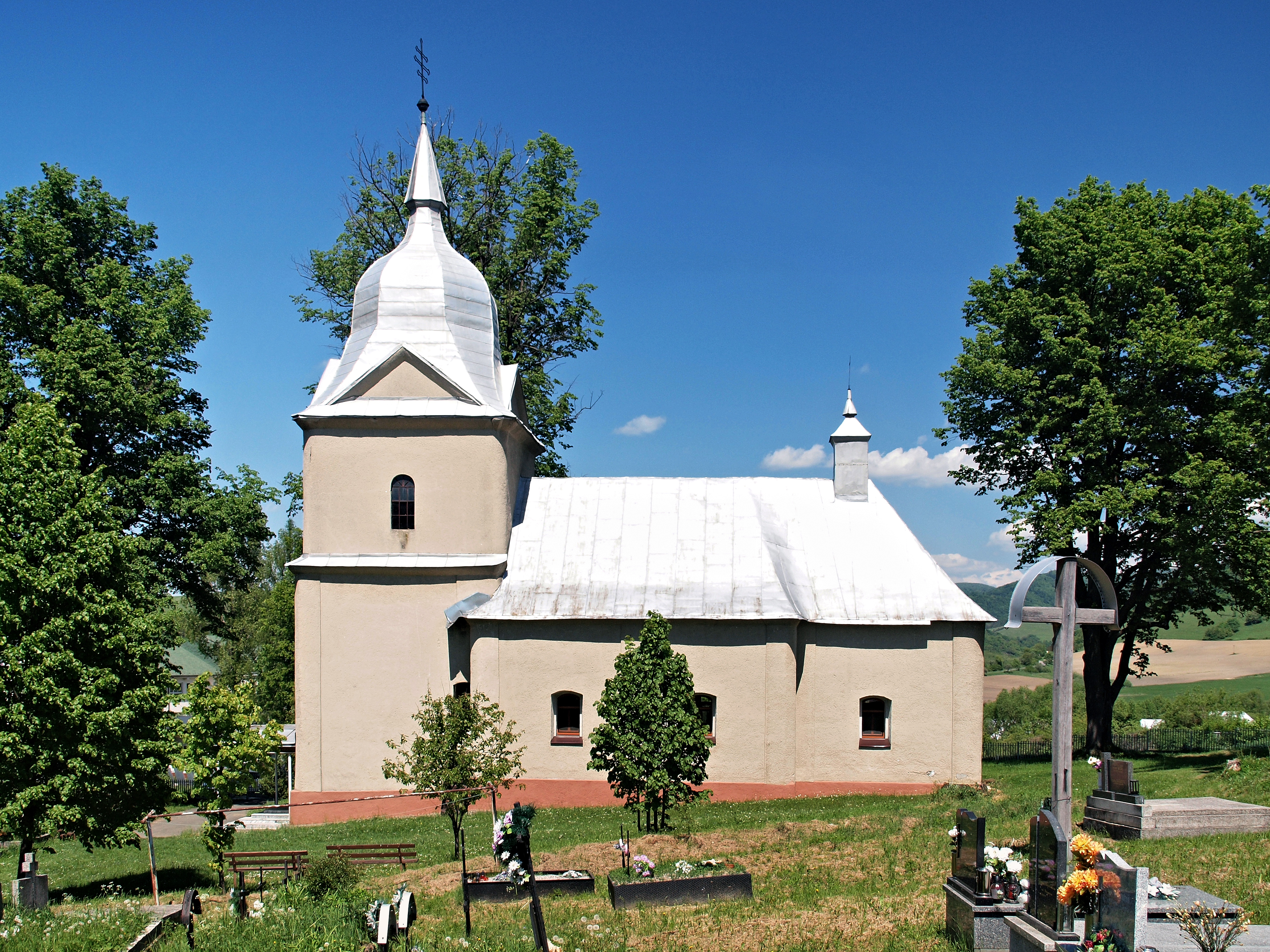
Греко-католическая церковь
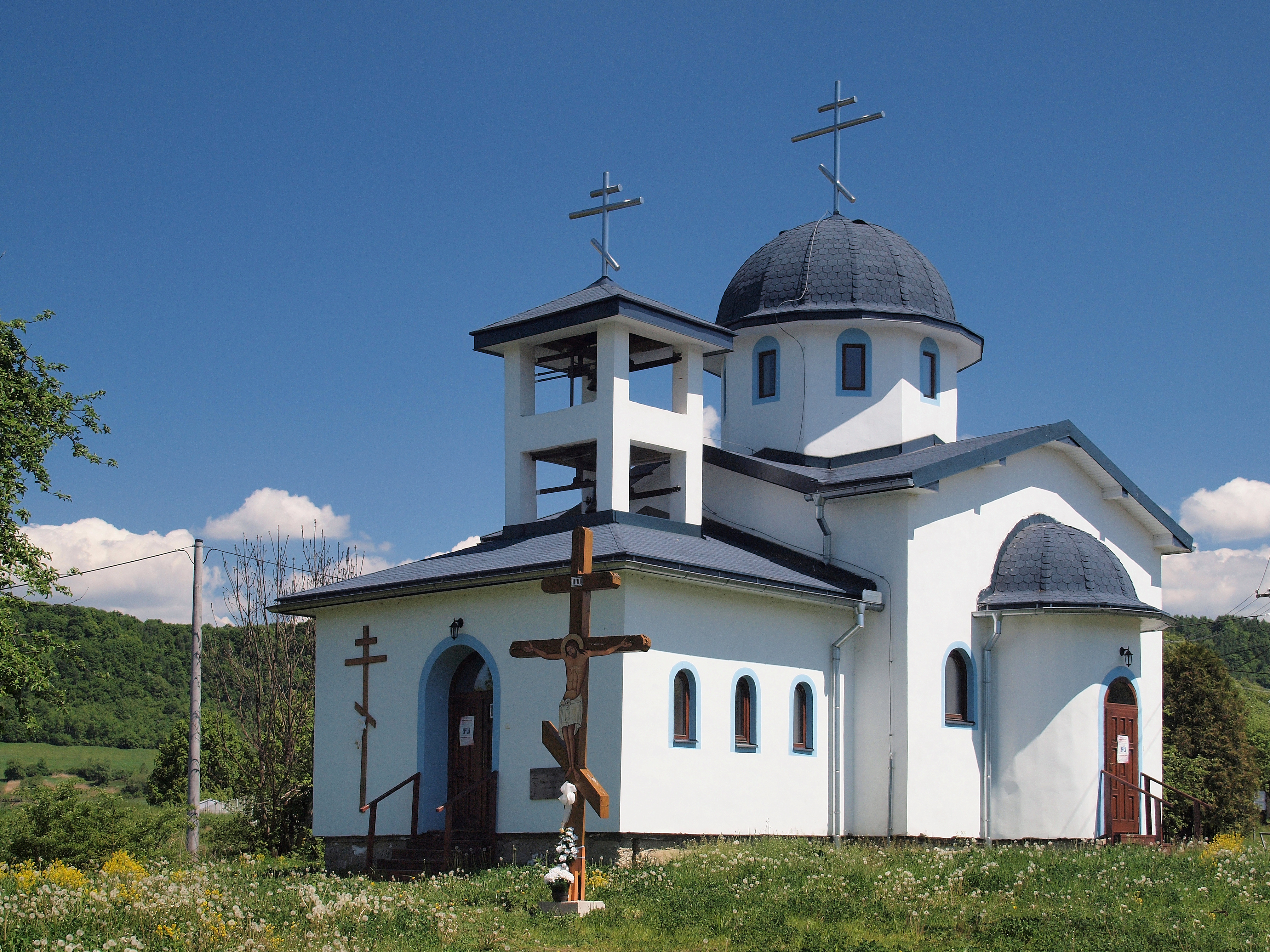
Православная церковь